# Erica triceps
Erica triceps är en ljungväxtart som beskrevs av Heinrich Friedrich Link. Erica triceps ingår i släktet klockljungssläktet, och familjen ljungväxter. Inga underarter finns listade i Catalogue of Life.